# Первая леди Румынии
Первая леди Румынии (рум. Prima Doamnă a României) — неофициальное титулование, применяемое к супруге президента Румынии в период его пребывания в должности. Считается, что данное титулование началось в 1974 году, с того момента когда Николае Чаушеску стал президентом. Поскольку ныне исполняющий обязанности президента Илие Боложан с 2013 года в разводе, должность остаётся вакантной.

## Список первых леди Румынии
|                                                 | Имя                              | Портрет | Начало полномочий | Окончание полномочий | Супруг               |
| ----------------------------------------------- | -------------------------------- | ------- | ----------------- | -------------------- | -------------------- |
| Социалистическая Республика Румыния (1965—1989) |                                  |         |                   |                      |                      |
| 1                                               | Елена Чаушеску (1918-1989)       |         | 28 марта 1974     | 22 декабря 1989      | Николае Чаушеску     |
| Румыния (с 1989)                                |                                  |         |                   |                      |                      |
| 2                                               | Нина Илиеску (р. 1930)           |         | 26 декабря 1989   | 29 ноября 1996       | Ион Илиеску          |
| 3                                               | Надя Константинеску (р. 1940)    |         | 29 ноября 1996    | 20 декабря 2000      | Эмиль Константинеску |
| 4                                               | Нина Илиеску (2-й раз) (р. 1930) |         | 20 декабря 2000   | 20 декабря 2004      | Ион Илиеску          |
| 5                                               | Мария Бэсеску (р. 1951)          |         | 20 декабря 2004   | 20 декабря 2014      | Траян Бэсеску        |
| 6                                               | Кармен Йоханнис (р. 1960)        |         | 20 декабря 2014   | 12 февраля 2025      | Клаус Йоханнис       |
| 7                                               | Вакантно                         |         | 12 февраля 2025   |                      | Илие Боложан         |